# Asterina (animal)
Asterina es un género de equinodermos asteroideos de la familia Asterinidae, de pequeño tamaño; se distribuyen por el Atlántico y Mediterráneo.

## Especies
Se reconocen las siguientes:
- Asterina fimbriata Perrier, 1875
- Asterina gibbosa (Pennant, 1777)
- Asterina gracilispina H.L. Clark, 1923
- Asterina hoensonae O'Loughlin, 2009
- Asterina krausii Gray, 1840
- Asterina lorioli Koehler, 1910
- Asterina martinbarriosi López-Márquez et al., 2018
- Asterina pancerii (Gasco, 1876)
- Asterina phylactica Emson & Crump, 1979
- Asterina pusilla Perrier, 1875
- Asterina pygmaea Verrill, 1878
- Asterina squamata Perrier, 1875
- Asterina stellaris Perrier, 1875
- Asterina stellifera (Möbius, 1859)
- Asterina vicentae López-Márquez et al., 2018